# 1816 dans les chemins de fer
Chronologie des chemins de fer
1815 dans les chemins de fer - 1816 - 1817 dans les chemins de fer

## Évènements
- 7 mai, mise en service du Hay Railway au Pays de Galles, premier chemin de fer à voie étroite (1067 mm), destiné au transport de marchandises entre Eardisley et le canal Monmouthshire and Brecon. La traction est assurée par des chevaux et la ligne mesure plus de 38 km.

## Naissances
- Samuel C. Pomeroy, président de la Atchison, Topeka and Santa Fe Railway de 1863 à 1868.

## Décès
- x